# 폴 화이트하우스
폴 화이트하우스(Paul Whitehouse, 1958년 5월 17일 ~ )는 웨일스의 배우이다.

## 출연 작품
- 스탈린이 죽었다! - 아나스타스 미코얀 역
- 귀신 이야기
- 킹 오브 시브즈
- 척 스틸: 나이트 오브 더 트램파이어스